# Кроуфорд, Завьер
Завьер Кроуфорд (англ. Xavier Crawford, 10 декабря 1995, Питсберг, Калифорния) — профессиональный американский футболист, выступающий на позиции корнербека в клубе НФЛ «Чикаго Беарс».

## Биография
Завьер Кроуфорд родился 10 декабря 1995 года в Питсберге в штате Калифорния. Старший из трёх детей в семье. Он учился в старшей школе Питтсбурга, но выпускной год провёл в частной школе Клейтон-Вэлли в Конкорде. В составе её футбольной команды Кроуфорд выиграл чемпионат Лиги Дьябло, был признан самым ценным игроком турнира. В 2014 году он также выиграл чемпионат лиги в беге на 100 и 200 метров. Первоначально объявил о продолжении карьеры в университете штата в Сан-Диего, но в феврале 2014 года изменил своё решение. Зимой 2015 Кроуфорд поступил в университет штата Орегон.

### Любительская карьера
В 2015 году Кроуфорд не принимал участия в официальных матчах университетской команды. Во время предсезонной подготовки он работал со вторым составом «Орегон Стейт». В сезоне 2016 года он получил место в стартовом составе и сыграл в двенадцати играх чемпионата. По его итогам Кроуфорд вошёл в символическую сборную NCAA по четырём разным версиям. В 2017 году провёл пять игр, после чего получил травму спины и пропустил вторую часть сезона. В июле 2018 года он объявил о переходе в Центральный Мичиганский университет.
В 2018 году Кроуфорд сыграл в одиннадцати играх сезона, все начинал в стартовом составе. По его итогам был включён в символическую сборную конференции Мид-Америкен. 

#### Статистика выступлений в NCAA
| Сезон | Команда                  | Игры | Захваты | Захваты | Захваты | Захваты | Захваты | Перехваты | Перехваты | Перехваты | Перехваты | Перехваты | Фамблы | Фамблы | Фамблы | Фамблы |
| Сезон | Команда                  | Игры | Solo    | Ast     | Tot     | Loss    | Sk      | Int       | Yds       | Y/R       | TD        | PD        | FR     | Yds    | TD     | FF     |
| ----- | ------------------------ | ---- | ------- | ------- | ------- | ------- | ------- | --------- | --------- | --------- | --------- | --------- | ------ | ------ | ------ | ------ |
| 2015  | Орегон Стейт Биверс      | 0    | 0       | 0       | 0       | 0,0     | 0,0     | 0         | 0         | 0,0       | 0         | 0         | 0      | 0      | 0      | 0      |
| 2016  | Орегон Стейт Биверс      | 12   | 50      | 20      | 70      | 2,0     | 1,0     | 1         | 0         | 0,0       | 0         | 10        | 0      | 0      | 0      | 1      |
| 2017  | Орегон Стейт Биверс      | 5    | 13      | 4       | 17      | 0,0     | 0,0     | 0         | 0         | 0,0       | 0         | 2         | 0      | 0      | 0      | 0      |
| 2018  | Сентрал Мичиган Чиппевас | 11   | 18      | 6       | 24      | 3,0     | 0,0     | 1         | 0         | 0,0       | 0         | 12        | 2      | 0      | 0      | 0      |
| Всего | Всего                    | 28   | 81      | 30      | 111     | 5,0     | 1,0     | 2         | 0         | 0,0       | 0         | 24        | 2      | 0      | 0      | 1      |

### Профессиональная карьера
Перед драфтом 2019 года аналитик НФЛ Лэнс Зирлейн отмечал способность Кроуфорда читать действия ресиверов соперника на маршрутах, но средняя скорость и нехватка атлетизма ограничивали его перспективы. К плюсам игрока он также относил подвижность и маневренность, умение маскировать свои намерения от соперников. Недостатками он называл слабую игру против дальних передач, трудности в противостоянии с физически более мощными принимающими, перенесённую ранее травму спины. В качестве резюме Зирлейн отмечал, что набор навыков Кроуфорда позволяет ему в перспективе занять место запасного корнербека.
В шестом раунде драфта Кроуфорд был выбран клубом «Хьюстон Тексанс» под общим 196 номером. В регулярном чемпионате он принял участие в четырёх играх команды, большую часть времени выходя на поле в составе специальных команд. В конце октября Хьюстон выставил его на драфт отказов, после чего Завьер перешёл в «Майами Долфинс». В составе «Майами» он появился на поле в одном матче, не отметившись какими-либо результативными действиями. Первого декабря Кроуфорда выставили на драфт отказов, чтобы освободить место в составе для сэйфти Монтре Хартейджа. Тридцатого декабря 2019 года он подписал фьючерсный контракт с «Чикаго Беарс».

#### Статистика выступлений в НФЛ

##### Регулярный чемпионат
| Сезон | Команда         | Игры | Захваты | Захваты | Захваты | Захваты | Захваты | Перехваты | Перехваты | Перехваты | Перехваты | Перехваты | Фамблы | Фамблы | Фамблы | Фамблы |
| Сезон | Команда         | Игры | Solo    | Ast     | Tot     | Loss    | Sk      | Int       | Yds       | Y/R       | TD        | PD        | FR     | Yds    | TD     | FF     |
| ----- | --------------- | ---- | ------- | ------- | ------- | ------- | ------- | --------- | --------- | --------- | --------- | --------- | ------ | ------ | ------ | ------ |
| 2019  | Хьюстон Тексанс | 4    | 1       | 1       | 2       | 0       | 0,0     | 0         | 0         | 0,0       | 0         | 0         | 0      | 0      | 0      | 0      |
| 2019  | Майами Долфинс  | 1    | 0       | 0       | 0       | 0       | 0,0     | 0         | 0         | 0,0       | 0         | 0         | 0      | 0      | 0      | 0      |
| Всего | Всего           | 5    | 1       | 1       | 2       | 0       | 0,0     | 0         | 0         | 0,0       | 0         | 0         | 0      | 0      | 0      | 0      |